# Александрос Ніколаїдіс
Александрос Ніколаїдіс (17 жовтня 1979, Салоніки — 14 жовтня 2022) — грецький спортсмен, олімпійський призер з тхеквондо 2004 та 2008 років у ваговій категорії +80 кг.
24 березня 2008 років Александрос Ніколаїдіс удостоєний честі розпочати естафету Олімпійського вогню, запаленого в Олімпії напередодні літніх Олімпійських ігор в Пекіні. Також під час Параду націй на церемонії відкриття Олімпіади Александрос Ніколаїдіс був прапороносцем національної збірної і відкривав Парад.
Помер 14 жовтня 2022 року в 42-річному віці від раку.